# Platymantis nexipus
Platymantis nexipus és una espècie de granota que viu a Papua Nova Guinea.